# Pedro de Hircio

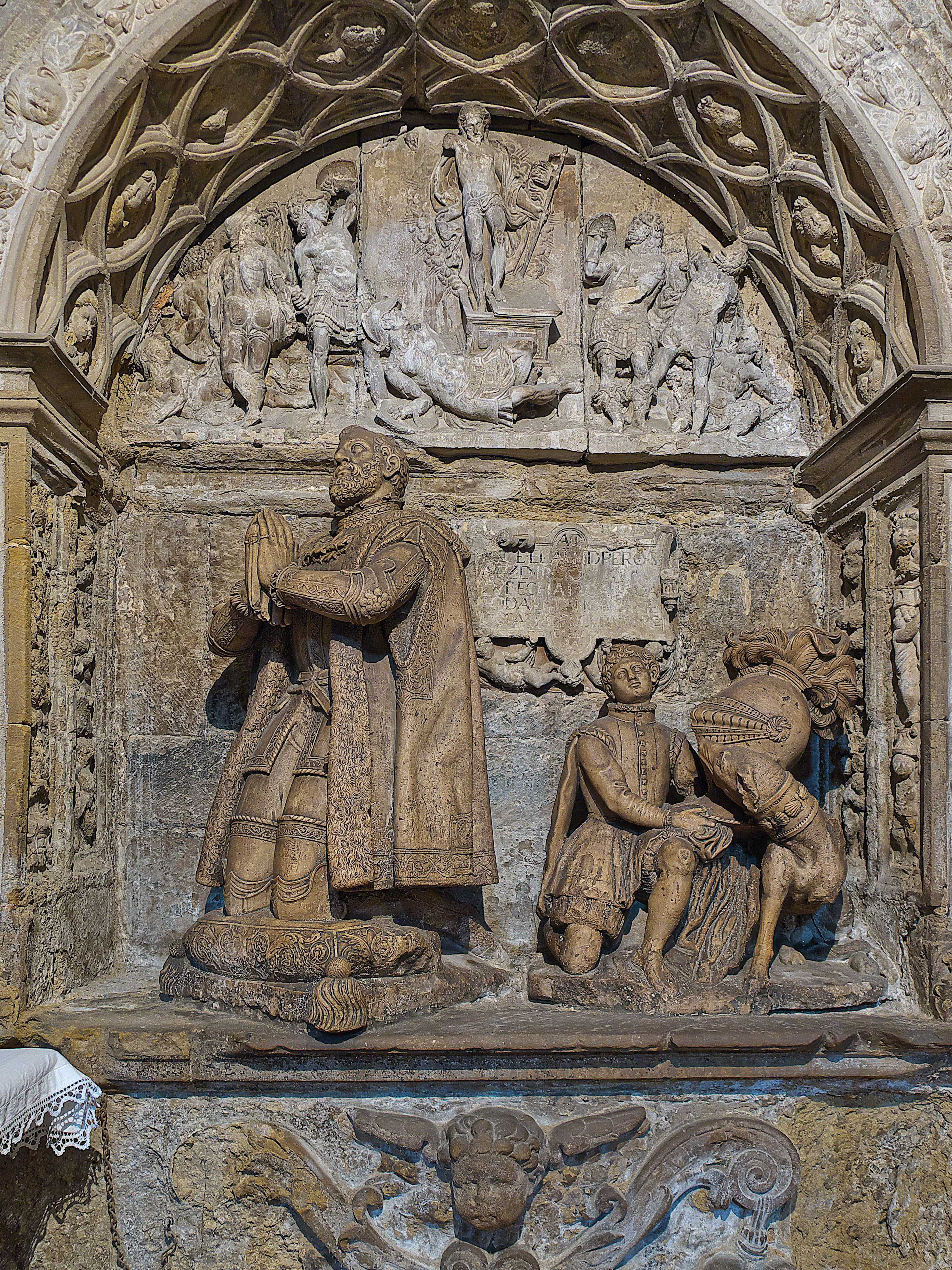
Sepulcro de Pedro Sáenz de Hircio y su familia en la iglesia de la Asunción de Briones.

Pedro de Hircio (Briones, La Rioja, siglo XV-Briones, siglo XVI) fue un conquistador español, perteneciente a una familia de la hidalguía riojana.

## Biografía
Junto con su hermano Martín, se embarcó para las Indias. En 1519 los dos hermanos salieron de Cuba a las órdenes de Hernán Cortés en la expedición a México, participando en dicha conquista. Cortés lo nombró Justicia y gobernador de México, el primero. El emperador azteca Moctezuma fue encarcelado por mor de varias epístolas suyas. Posteriormente, fue gobernador de Granada. 
Bernal Díaz del Castillo en su obra Historia verdadera de la conquista de la Nueva España describe a Pedro de Hircio de la siguiente manera: Era ardid de corazón y de mediana estatura y paticorto, y hablaba mucho que había hecho y acontecido en Castilla por su persona, y lo que veíamos e conocíamos dél no era para nada, y llamábamosle que era otro Agrajes, sin obras. Tenía el rostro alegre y muy plático en demasía, que ansí acontecería que siempre contaba cuentos de Pedro Girón  y del conde de Ureña.  Fue cierto tiempo capitán en la calzada de Tepeaquilla, en el real de Sandoval.
Logroño tiene una calle dedicada a los Hermanos Hircio.